# Melbourne Storm
Melbourne Storm è un club professionistica australiano di rugby a 13 di Melbourne.
La squadra è interamente posseduta e gestita da News Limited.
Il club fu fondato nel 1998 per aderire alla neonata National Rugby League.
Gioca le partite interne all'Olympic Park Stadium, della capienza di 18.500 posti.
Il presidente della società è Brian Waldron, l'allenatore Craig Bellamy, il capitano Cameron Smith.

## Palmarès
- National Rugby League: 4
1999, 2012, 2017, 2020
- World Club Challenge: 3
2000, 2013, 2018